# 타오신란 (배우)
타오신란(중국어: 陶昕然, 병음: Táo Xīnrán, 한자음: 도흔연, 1986년 1월 13일~)은 중화인민공화국의 배우이다.

## 생애
1986년 후난성 이양시 안화현에서 태어났다.

## 작품 목록

### 드라마
- 2011년 베이징 텔레비전 품질극장 《후궁견환전》 - 안릉용 역
- 2014년 CCTV-8 황금강당극장 《아재북경, 정호적》 - 쉬샤오궈 역
- 2015년 동방 위성 텔레비전 몽상극장 《마상천하》 - 양추윤 역
- 2016년 동방 위성 텔레비전 몽상극장 《연지》 - 마만나 역
- 2021년 후난위성텔레비전 금응독파극장 《배니일기장대》 - 선샤오옌 역
- 2022년 CCTV-8 황금강당극장 《여사적법칙》 - 지앙충 역
- 2023년 CCTV-8 황금강당극장 《용성》 - 천홍 역